# Cinco Júlias
Cinco Júlias é um futuro filme brasileiro de comédia dramática e coming-of-age dirigido e roteirizado por Matheus Souza. Produzido e distribuído pela Elo Studios, o longa-metragem é uma adaptação cinematográfica da peça de teatro homônima de 2016 e do livro subsequente de 2019, ambos criados por Souza. O filme explora a jornada de cinco adolescentes homônimas que, em meio a um caos digital de exposição em massa, embarcam em uma viagem de autodescoberta.
Estrelado por um elenco jovem que inclui Jade Picon, Ananda, Valentina Daniel, Sanny Feijó e Ayomi Domenica, o filme tem previsão de estreia para o segundo semestre de 2025.

## Sinopse
A trama é ambientada em um futuro próximo onde um vazamento massivo de dados na internet expôs todas as conversas privadas trocadas por e-mail e redes sociais. Com a possibilidade de qualquer pessoa acessar segredos íntimos apenas com uma busca, o evento causa um colapso social, derrubando políticos e revelando escândalos de celebridades. Nesse cenário, a vida de cinco adolescentes que compartilham o nome Júlia é virada de cabeça para baixo. Em uma noite chuvosa no Rio de Janeiro, circunstâncias adversas e motivos pessoais distintos as unem. Buscando escapar da cidade e de seus problemas, elas se aventuram em um carro de autoescola rumo a São Paulo, iniciando uma viagem de carro que se revela, ao mesmo tempo, hilária, intensa, sofrida e maravilhosa — um espelho da própria adolescência.

## Elenco
| Ator/Atriz       | Personagem                 | Descrição |
| ---------------- | -------------------------- | --- |
| Ayomi Domenica   | Julia Um (J1)              | Descrita como a "Júlia roqueira", é uma personagem de espírito livre e ligada à música.                                            |
| Jade Picon       | Julia Dois (J2)            | A "Júlia popular", uma influenciadora digital cuja vida é drasticamente afetada pelo vazamento de dados.                           |
| Ananda           | Catarina / Julia Três (J3) | Originalmente uma personagem que se infiltra no grupo, assumindo a identidade de uma "Júlia" para se aproximar de seu amor, Tiago. |
| Sanny Feijó      | Julia Quatro (J4)          | A "Júlia nerd", mais introspectiva e focada nos estudos.                                                                           |
| Valentina Daniel | Julia Cinco (J5)           | A "Júlia religiosa", que lida com conflitos entre sua fé e as realidades expostas pelo vazamento.                                  |
| Nicolas Ahnert   | Tiago                      | Interesse amoroso de Catarina (J3), um dos catalisadores da trama secundária.                                                      |
| Victor Lamoglia  | Personagem não divulgado   | A participação de Lamoglia foi confirmada, mas detalhes sobre seu papel ainda não foram revelados.                                 |

## Antecedentes e Produção

### Origens: A Peça Teatral e o Livro
A gênese de Cinco Júlias remonta a 2016, quando Matheus Souza concebeu a história como um espetáculo teatral musical. A peça, que estreou em fevereiro de 2017 no Teatro das Artes, no Rio de Janeiro, já trazia a premissa central do vazamento de dados e o encontro de cinco jovens homônimas. A montagem foi elogiada por sua abordagem de temas contemporâneos, como a superexposição digital e as angústias da adolescência, embalada por uma trilha sonora indie que refletia o gosto pessoal do diretor. Críticos como Rodrigo Monteiro destacaram a habilidade de Souza como um dramaturgo promissor, embora apontassem que a trama poderia ser mais concisa.
Em 2019, a história foi expandida e adaptada para o formato de romance, publicado pela Editora Seguinte. O livro permitiu aprofundar a psique das personagens e expandir o universo da trama, consolidando a narrativa que serviria de base definitiva para o roteiro do filme.

### Desenvolvimento Cinematográfico
A adaptação para o cinema foi anunciada pela primeira vez em 2019, com produção inicial da Spray Filmes e previsão de estreia para 2020. No entanto, a Pandemia de COVID-19 interrompeu o cronograma, e o projeto foi adiado.
O projeto foi retomado em 2023, agora sob a produção e distribuição da Elo Studios, uma empresa conhecida por impulsionar o cinema brasileiro e com iniciativas como o "Selo ELAS", focado em produções com liderança feminina. As filmagens foram realizadas em 2024. O elenco principal foi anunciado em agosto de 2023, marcando a estreia cinematográfica de Sanny Feijó e Valentina Daniel, o segundo papel de destaque de Ananda após SDL - A Batalha Musical, e a consolidação de Jade Picon na carreira de atriz após sua estreia em Travessia.
Inicialmente previsto para maio de 2025, o lançamento foi estrategicamente adiado para o segundo semestre para evitar a competição com grandes lançamentos internacionais, como Thunderbolts e Karatê Kid: Lendas. O primeiro teaser foi divulgado em 9 de junho de 2025.

### Filmagens
As gravações ocorreram em diversas locações, incluindo a cidade de Foz do Iguaçu, no Paraná. Cenas importantes foram rodadas em pontos turísticos como o Dreams Park Show, as Cataratas do Iguaçu e o Marco das Três Fronteiras, indicando que a jornada das protagonistas terá uma amplitude geográfica significativa.

## Temas e Análise
A obra, em todas as suas formas, funciona como uma alegoria sobre a tênue fronteira entre o público e o privado na era digital. A premissa de um "apocalipse de dados" serve como um catalisador para discutir a cultura do cancelamento, a efemeridade da fama online e a ansiedade geracional. Resenhas do livro destacam a habilidade de Souza em construir personagens-arquétipo (a popular, a nerd, a roqueira) para, em seguida, subverter essas expectativas, revelando as vulnerabilidades e complexidades de cada uma. A narrativa explora a ideia de que a identidade é multifacetada e, muitas vezes, performática, especialmente nas redes sociais.
A viagem de carro, um elemento clássico de road movie, funciona como o arco de transformação central. Ao serem forçadas a conviver no espaço confinado de um carro, longe do escrutínio digital, as personagens precisam confrontar seus preconceitos e construir laços de sororidade. A jornada física de Rio de Janeiro a São Paulo espelha a jornada interna de cada Júlia em direção à maturidade e à autoaceitação.

## Trilha Sonora
A identidade musical é um pilar fundamental do universo de Cinco Júlias desde a sua concepção como peça teatral. A montagem original de 2017 foi descrita como um "musical indie" cuja trilha sonora era baseada na "playlist do iPod do diretor", incluindo canções de artistas como Radiohead, Arcade Fire, Björk, The Killers e LCD Soundsystem. Essa seleção musical não apenas ambienta a história, mas também funciona como uma extensão da personalidade das personagens, especialmente da "Júlia roqueira" (J1). A expectativa é que o filme mantenha essa forte identidade sonora, utilizando a música como um elemento narrativo para expressar as emoções e os conflitos da juventude contemporânea.